# Ferdinand de Solms-Braunfels
Ferdinand Guillaume Ernest, prince de Solms-Braunfels  (8 février 1721 à Braunfels – 2 octobre 1783, ibid.) est le deuxième prince de Solms-Braunfels.

## Biographie
Ferdinand est né à Braunfels et est le fils aîné de Frédéric-Guillaume de Solms-Braunfels et de sa première épouse la princesse Madeleine-Henriette de Nassau-Weilbourg (1691-1725) fille de Jean Ernest de Nassau-Weilbourg. Le 22 mai 1742, l'Empereur Charles VII élève la Maison de Solms-Braunfels au rang de Prince du Saint-Empire. À la mort de son père, il lui succède comme prince.

## Mariage et descendance
Le 24 août 1756, il épouse Laubach, la comtesse Sophie-Christine-Wilhelmine de Solms-Laubach, fille de Christian-Auguste de Solms-Laubach et de sa première épouse la princesse Élisabeth d'Isenbourg et Büdingen dans Birstein fille du prince Wolfgang Ernest Ier. Ils ont les enfants suivants:
- Guillaume de Solms-Braunfels (1759-1837), marié à Augusta de Salm-Grumbach puis Élisabeth Becker
- Caroline Marie Éléonore de Solms-Braunfels (mort à un mois)
- Louis-Guillaume de Solms-Braunfels (mort à un mois)
- Augusta-Louise de Solms-Braunfels (1764-1797) mariée à Charles-Louis de Salm-Grumbach et Dhaun, dont la première femme est la princesse Marianne de Leiningen fille de Charles-Frédéric-Guillaume de Leiningen.
- Guillaume-Henri-Casimir de Solms-Braunfels (1765-1852) célibataire
- Louise-Caroline-Sophie de Solms-Braunfels (1766-1830) célibataire
- Charles-Auguste-Guillaume-Frédéric de Solms-Braunfels (1768-1829) épouse Louise Christine Cuntz
- Frédéric-Guillaume de Solms-Braunfels (1770-1814) (1770-1814) épouse la princesse Frédérique de Mecklembourg-Strelitz, veuve de Louis-Charles de Prusse
- Louis-Guillaume-Christian de Solms-Braunfels (1771-1833) célibataire
- Ferdinande-Wilhelmine-Isabelle de Solms-Braunfels (morte à moins d'un an)